# Stephanothelys
Stephanothelys är ett släkte av orkidéer. Stephanothelys ingår i familjen orkidéer.
Kladogram enligt Catalogue of Life:
| Stephanothelys | \| \| Stephanothelys colombiana \| \| \| \| \| \| Stephanothelys rariflora \| \| \| \| \| \| Stephanothelys siberiana \| \| \| \| \| \| Stephanothelys sororia \| \| \| \| \| \| Stephanothelys xystophylloides \| \| \| \| |
|                | \| \| Stephanothelys colombiana \| \| \| \| \| \| Stephanothelys rariflora \| \| \| \| \| \| Stephanothelys siberiana \| \| \| \| \| \| Stephanothelys sororia \| \| \| \| \| \| Stephanothelys xystophylloides \| \| \| \| |
|                | Stephanothelys colombiana |
|                | |
|                | Stephanothelys rariflora |
|                | |
|                | Stephanothelys siberiana |
|                | |
|                | Stephanothelys sororia |
|                | |
|                | Stephanothelys xystophylloides |
|                | |